# Kali Buaran
Kali Buaran är ett vattendrag i Indonesien.   Det ligger i provinsen Jakarta, i den västra delen av landet.